# Championnat de France de football de troisième division 1997-1998
Navigation
National 1 1996-1997 National 1998-1999
Le Championnat de France de football National 1997-1998 a vu la victoire de l'AC Ajaccio.
Cette première édition sous le nom de National est la première qui se joue à poule unique.
C'est la dernière année où des clubs relégables peuvent être repêchés à la suite d'une relégation administrative d'une autre équipe. Dorénavant cette chance reviendra aux clubs de CFA.
À la suite du passage de 22 à 20 clubs en Division 2, seulement deux clubs sont promus.

## Les 20 clubs participants
| - AC Ajaccio - GFCO Ajaccio - SCO Angers - AS Angoulême-Charente - FC Bourges (exclu en cours de saison) - FCO Charleville (exclu en cours de saison) - US Créteil - SA Spinalien - ES Fréjus - FC Istres Ville Nouvelle - US Lusitanos Saint-Maur - Olympique Noisy-le-Sec - Paris FC - Stade Poitevin FC - RC France - US Raon - Saint-Denis Saint-Leu - CS Sedan-Ardennes - Thouars Foot 79 - Tours FC |

## Classement final
Victoire à 3 points
| Rang | Équipe                  | Pts | J  | G  | N  | P  | Bp | Bc | Diff |
| ---- | ----------------------- | --- | -- | -- | -- | -- | -- | -- | ---- |
| 1    | AC Ajaccio P            | 77  | 34 | 23 | 8  | 3  | 64 | 22 | +42  |
| 2    | CS Sedan-Ardennes       | 75  | 34 | 23 | 6  | 5  | 65 | 26 | +39  |
| 3    | US Créteil              | 72  | 34 | 22 | 6  | 6  | 46 | 21 | +25  |
| 4    | FC Istres               | 58  | 34 | 16 | 10 | 8  | 61 | 43 | +18  |
| 5    | GFCO Ajaccio            | 57  | 34 | 16 | 9  | 9  | 52 | 33 | +19  |
| 6    | Paris FC                | 53  | 34 | 14 | 11 | 9  | 46 | 33 | +13  |
| 7    | Stade Poitevin FC       | 45  | 34 | 10 | 15 | 9  | 43 | 48 | -5   |
| 8    | Tours FC P              | 43  | 34 | 12 | 7  | 15 | 39 | 39 | 0    |
| 9    | RC France P             | 43  | 34 | 10 | 13 | 11 | 33 | 38 | -5   |
| 10   | US Lusitanos Saint-Maur | 43  | 34 | 11 | 10 | 13 | 33 | 39 | -6   |
| 11   | AS Angoulême-Charente   | 39  | 34 | 10 | 9  | 15 | 35 | 43 | -8   |
| 12   | Olympique Noisy-le-Sec  | 39  | 34 | 11 | 6  | 17 | 30 | 45 | -15  |
| 13   | Saint-Denis Saint-Leu   | 38  | 34 | 9  | 11 | 14 | 32 | 42 | -10  |
| 14   | Thouars Foot 79         | 35  | 34 | 8  | 11 | 15 | 37 | 42 | -5   |
| 15   | US Raon P               | 32  | 34 | 9  | 5  | 20 | 27 | 42 | -15  |
| 16   | SA Spinalien R          | 31  | 34 | 7  | 10 | 17 | 24 | 54 | -30  |
| 17   | SCO Angers              | 26  | 34 | 4  | 14 | 16 | 25 | 51 | -26  |
| 18   | ES Fréjus               | 25  | 34 | 4  | 13 | 17 | 35 | 66 | -31  |
| 19   | FCO Charleville R       | 0   | 0  | 0  | 0  | 0  | 0  | 0  | 0    |
| 20   | FC Bourges R            | 0   | 0  | 0  | 0  | 0  | 0  | 0  | 0    |

Promotions et relégations
- Promotion en Division 2 1998-1999
- Relégation en CFA 1998-1999
- Repêchage en National 1998-1999
- Rétrogradation
- Exclusion en cours de saison

Abréviations
- P : Promu de National 2 1996-1997
- R : Relégué de Division 2 1996-1997

1. ↑  Dépôt de bilan, le club repart en DH.

### Classement des buteurs 1997-1998
- Cyril Cassèse (ES Fréjus) : 15 buts.

## Les champions
| Nom                | Poste          | Nationalité | Matchs joués | Buts |
| ------------------ | -------------- | ----------- | ------------ | ---- |
| Fabrice Bruneau    | Gardien        | France      | 34           | 0    |
| Eric Colling       | Défenseur      | France      | 33           | 0    |
| Fabrice Richard    | Défenseur      | France      | 32           | 1    |
| Cyril Granon       | Milieu         | France      | 30           | 4    |
| Mickaël D'Amore    | Attaquant      | France      | 29           | 13   |
| Philippe Burle     | Défenseur      | France      | 28           | 2    |
| David Faderne      | Attaquant      | France      | 25           | 11   |
| Olivier Pantaloni  | Milieu         | France      | 23           | 2    |
| Olivier De Luca    | Milieu         | France      | 23           | 1    |
| Dado Pršo          | Attaquant      | Croatie     | 23           | 8    |
| Jean-Roch Testa    | Attaquant      | France      | 22           | 9    |
| Nicolas Bonnal     | Milieu         | France      | 19           | 3    |
| Abdel Halim Bibi   | Défenseur      | France      | 17           | 1    |
| Christophe Richard | Milieu         | France      | 16           | 2    |
| Olivier Féron      | Défenseur      | France      | 15           | 0    |
| Richard Bernaud    | Milieu         | France      | 14           | 5    |
| Didier Lelong      | Milieu         | France      | 13           | 1    |
| Stéphane Mazzolini | Milieu         | France      | 9            | 0    |
| François Thierry   | Défenseur      | France      | 3            | 0    |
| René Leandri       | Milieu         | France      | 2            | 0    |
| Johan Codaccioni   | Gardien de but | France      | 1            | 0    |
| Stéphane Faedda    | Attaquant      | France      | 1            | 0    |
| Gleneau            | Attaquant      | France      | 1            | 0    |
| Baptiste Gentili   | Entraîneur     | France      | 34           | -    |